# 7706 Мієн
7706 Мієн (7706 Mien) — астероїд головного поясу, відкритий 19 березня 1993 року.
Тіссеранів параметр щодо Юпітера — 3,510.